# Boeing XB-59
XB-59, mã kiểu của Boeing là 701, là một đề án về mẫu máy bay ném bom siêu âm của Boeing cho Không quân Hoa Kỳ vào thập niên 1950.

## Tính năng kỹ chiến thuật
Dữ liệu lấy từ "US Bombers," Lloyd S. Jones, 1974
Đặc tính tổng quát
- Kíp lái: 3
- Chiều dài: 123 ft 4 in (37,59 m)
- Sải cánh: 81 ft 4 in (24,79 m)
- Chiều cao: 25 ft 5 in (7,75 m)
- Diện tích cánh: 1.650 foot vuông (153 m2)
- Trọng lượng rỗng: 63.200 lb (28.667 kg)
- Trọng lượng có tải: 148.300 lb (67.268 kg)
- Động cơ: 4 × General Electric J73-X24A kiểu turbojet có chế độ đốt tăng lực, lực đẩy 14.000 lbf (62 kN) khi đốt tăng lực

Hiệu suất bay
- Vận tốc cực đại: Mach 2
- Tầm bay: 2.380 mi (2.068 nmi; 3.830 km)
- Trần bay: 51.000 ft (15.545 m)

Vũ khí trang bị

- Súng: 1 pháo 30mm